# Rangeley Lakes and Megantic Railroad
Die Rangeley Lakes and Megantic Railroad war eine Eisenbahngesellschaft in Maine (Vereinigte Staaten). Sie wurde am 12. März 1909 gegründet und wollte die Strecke der Rumford Falls and Rangeley Lakes Railroad von ihrem nördlichen Endpunkt in Oquossoc nach Norden bis nach Kanada hinein verlängern. Die Gründung der Gesellschaft wurde am 16. März 1911 wiederholt und Anfang 1912 konnte endlich der Bau begonnen werden. Ende 1912 erreichte die Strecke Kennebago. Der Weiterbau unterblieb jedoch und die Maine Central Railroad erwarb die Gesellschaft mit ihrer rund 17 Kilometer langen Strecke im darauffolgenden Jahr. Sie wurde 1936 stillgelegt.